# Genitocotyle acirrus
Genitocotyle acirrus är en plattmaskart. Genitocotyle acirrus ingår i släktet Genitocotyle och familjen Opecoelidae. Inga underarter finns listade i Catalogue of Life.